# Svartsjön (Kvarsebo socken, Södermanland)
Svartsjön är en sjö i Norrköpings kommun och Nyköpings kommun i Södermanland och ingår i Kilaån-Motala ströms kustområde. Sjön har en area på 0,0573 kvadratkilometer och ligger 69,2 meter över havet. Sjön avvattnas av vattendraget Näveån.

## Delavrinningsområde
Svartsjön ingår i det delavrinningsområde (650477-155387) som SMHI kallar för Utloppet av Nävsjön. Medelhöjden är 75 meter över havet och ytan är 10,27 kvadratkilometer. Det finns inga avrinningsområden uppströms utan avrinningsområdet är högsta punkten. Avrinningsområdets utflöde Näveån mynnar i havet. Avrinningsområdet består mestadels av skog (90 procent). Avrinningsområdet har 0,85 kvadratkilometer vattenytor vilket ger det en sjöprocent på 8,3 procent.